# Jacques Laffite
Jacques-Henri Laffite (París, Francia, 21 de noviembre de 1943) es un expiloto de automovilismo y periodista francés, que compitió en Fórmula 1 desde 1974 hasta 1986 con las escuderías Frank Williams Racing Cars, Equipe Ligier y Williams. Jacques Laffite era cuñado del también expiloto Jean-Pierre Jabouille.

## Historial
Laffite fue campeón de Fórmula Renault Francesa en 1972, la Fórmula 3 Francesa en 1973 y la Fórmula 2 Europea en 1975.
El piloto debutó en la Fórmula 1 en 1974. Obtuvo un total de seis victorias (Suecia 1977, Argentina 1979, Brasil 1979, Alemania 1980, Austria 1981 y Canadá 1981) y 32 podios, siete pole positions. Su periodo más exitoso fue el comprendido entre 1979 y 1981, cuando finalizó en el cuarto lugar en el Campeonato Mundial tres veces consecutivas. También resultó octavo en 1976, 1978 y 1986, noveno en 1985, y décimo en 1977, en todos los casos con Ligier.
En paralelo a su actividad en la Fórmula 1, Laffite participó en carreras de resistencia. Corrió con Ligier en las 24 Horas de Le Mans de 1972, 1973 y 1974, resultando octavo absoluto en 1974. En 1975 disputó el  Campeonato Mundial de Resistencia, logrando victorias en los 1000 km de Monza, 1000 km de Nürburgring y 800 km de Dijon con un Alfa Romeo 33TT12, siempre acompañado de Arturo Merzario, logrando así el título de marcas.
En 1977, el francés corrió las 24 Horas de Le Mans con un Renault Alpine A442 oficial de Renault Sport junto a Patrick Depailler, debiendo abandonar. En 1978 resultó décimo absoluto con un Mirage-Renault.
Laffite se retiró de la Fórmula 1 tras fracturarse ambas piernas en un accidente en el Gran Premio de Gran Bretaña de 1986. Luego se recuperó de las lesiones y volvió a competir, aunque no en monoplazas.
En 1987 disputó el Campeonato Mundial de Turismos con un Alfa Romeo 75 oficial, obteniendo un tercer puesto en las 24 Horas de Spa junto a Jean-Louis Schlesser y Nicola Larini entre otros pilotos. En 1988 disputó el Campeonato Europeo de Turismos con un BMW M3.
Laffite comenzó a disputar el Deutsche Tourenwagen Masters en 1990. Logró tres podios con un Mercedes-Benz 190, y terminó 11.º en el tabla general. En 1992 resultó 13º sin podios, nuevamente con Mercedes-Benz.
El piloto disputó el Campeonato Francés de Superturismos 1994 con un Opel Vectra oficial, donde consiguió un podio y culminó octavo. En 1995 logró una victoria y seis podios, por lo cual alcanzó la cuarta colocación por detrás de Yvan Muller, Éric Hélary y Laurent Aïello.
Laffite retornó a las 24 Horas de Le Mans en 1990, donde pilotó un Porsche 962 oficial de Joest, arribando 14.º. En 1993 participó con un Venturi 500LM acompañado de amateurs. En 1994 pilotó un Porsche 911 de la clase GT2 del equipo Alméras. El francés se unió al equipo Bigazzi para la edición 1996. Al volante de un McLaren F1 oficial, llegó 11.º junto a Steve Soper y Marc Duez.
Laffite siguió disputando carreras puntuales hasta 2012. También fue comentarista de las transamisiones de Fórmula 1 de la cadena de televisión francesa TF1 desde 1997 hasta 2012.

## Resultados

### Fórmula 1
(Clave) (negrita indica pole position) (cursiva indica vuelta rápida)

| Año  | Escudería                  | 1       | 2       | 3       | 4       | 5       | 6       | 7       | 8       | 9       | 10      | 11      | 12      | 13      | 14      | 15      | 16      | 17    | Pos. | Puntos |
| ---- | -------------------------- | ------- | ------- | ------- | ------- | ------- | ------- | ------- | ------- | ------- | ------- | ------- | ------- | ------- | ------- | ------- | ------- | ----- | ---- | ------ |
| 1974 | Frank Williams Racing Cars | ARG     | BRA     | RSA     | ESP     | BEL     | MON     | SWE     | NED     | FRA     | GBR     | GER Ret | AUT Ret | ITA Ret | CAN 15  | USA Ret |         |       | NC   | 0      |
| 1975 | Frank Williams Racing Cars | ARG Ret | BRA 11  | RSA Ret | ESP     | MON DNQ | BEL Ret | SWE     | NED Ret | FRA 11  | GBR Ret | GER 2   | AUT Ret | ITA Ret | USA DNS |         |         |       | 12º  | 6      |
| 1976 | Ligier Gitanes             | BRA Ret | RSA Ret | USW 4   | ESP 12  | BEL 3   | MON 12  | SWE 4   | FRA 14  | GBR Ret | GER Ret | AUT 2   | NED Ret | ITA 3   | CAN Ret | USA Ret | JAP 7   |       | 8º   | 20     |
| 1977 | Ligier Gitanes             | ARG Ret | BRA Ret | RSA Ret | USW 9   | ESP 7   | MON 7   | BEL Ret | SWE 1   | FRA 8   | GBR 6   | GER Ret | AUT Ret | NED 2   | ITA 8   | USA 7   | CAN Ret | JAP 5 | 10º  | 18     |
| 1978 | Ligier Gitanes             | ARG 16  | BRA 9   | RSA 5   | USW 5   | MON Ret | BEL 5   | ESP 3   | SWE 7   | FRA 7   | GBR 10  | GER 3   | AUT 5   | NED 8   | ITA 4   | USA 11  | CAN Ret |       | 8º   | 19     |
| 1979 | Ligier Gitanes             | ARG 1   | BRA 1   | RSA Ret | USW Ret | ESP Ret | BEL 2   | MON Ret | FRA 8   | GBR Ret | GER 3   | AUT 3   | NED 3   | ITA Ret | CAN Ret | USA Ret |         |       | 4º   | 36     |
| 1980 | Equipe Ligier Gitanes      | ARG Ret | BRA Ret | RSA 2   | USA Ret | BEL 11  | MON 2   | FRA 3   | GBR Ret | GER 1   | AUT 4   | NED 3   | ITA 9   | CAN 8   | USA 5   |         |         |       | 4º   | 34     |
| 1981 | Equipe Talbot Gitanes      | USA Ret | BRA 6   | ARG Ret | SMR Ret | BEL 2   | MON 3   | ESP 2   | FRA Ret | GBR 3   | GER 3   | AUT 1   | NED Ret | ITA Ret | CAN 1   | LVG 6   |         |       | 4º   | 44     |
| 1982 | Equipe Talbot Gitanes      | RSA Ret | BRA Ret | USW Ret | SMR     | BEL 9   | MON Ret | USA 6   | CAN Ret | NED Ret | GBR Ret | FRA 14  | GER Ret | AUT 3   | SUI Ret | ITA Ret | LVG Ret |       | 18º  | 5      |
| 1983 | TAG Williams               | BRA 4   | USW 4   | FRA 6   | SMR 7   | MON Ret | BEL 6   | USA 5   | CAN Ret | GBR 12  | GER 6   | AUT Ret | NED Ret | ITA DNQ | EUR DNQ | RSA Ret |         |       | 11.º | 11     |
| 1984 | Saudia Williams Honda      | BRA Ret | RSA Ret | BEL Ret | SMR Ret | FRA 8   | MON 8   | CAN Ret | USA 5   | USA 4   | GBR Ret | GER Ret | AUT Ret | NED Ret | ITA Ret | EUR Ret | POR 14  |       | 14.º | 5      |
| 1985 | Equipe Ligier              | BRA 6   | POR Ret | SMR Ret | MON 6   |         |         |         |         |         |         |         |         |         |         |         |         |       | 9º   | 16     |
| 1985 | Equipe Ligier Gitanes      |         |         |         |         | CAN 8   | USA 12  | FRA Ret | GBR 3   | GER 3   | AUT Ret | NED Ret | ITA Ret | BEL 11  | EUR Ret | RSA     | AUS 2   |       | 9º   | 16     |
| 1986 | Equipe Ligier              | BRA 3   | ESP Ret | SMR Ret | MON 6   | BEL 5   | CAN 7   | USA 2   | FRA 6   | GBR Ret | GER     | HUN     | AUT     | ITA     | POR     | MEX     | AUS     |       | 8º   | 14     |

| Predecesor: Patrick Depailler | Campeón de Fórmula 2 Europea 1975 | Sucesor: Jean-Pierre Jabouille |

### Rally Dakar
| Año     | Categoría | Vehículo | Posición | Etapas |
| ------- | --------- | -------- | -------- | ------ |
| 1995    | Motos     | Yamaha   | Ret.     | -      |
| Fuente: |           |          |          |        |